# Collinas
Collinas (en sard, Forru) és un municipi italià, dins de la província de Sardenya del Sud. L'any 2007 tenia 927 habitants. Es troba a la regió de Marmilla. Limita amb els municipis de Gonnostramatza (OR), Lunamatrona, Mogoro (OR), Sardara, Siddi, Villanovaforru.

## Administració
| Període | Identitat        | Partit        |
| ------- | ---------------- | ------------- |
| 2005-   | Francesco Cannas | Llista cívica |